# 法國—美國關係
法美關係是指法國和美國兩國之間自1776年以來的國際關係。法國在1778年就承認了美國，是美国独立后第一个承认美国并建交的国家，並且在美國獨立戰爭期間給予美國極為龐大的軍事援助。基本上法國和美國關係皆處於和平狀態（除了1798年和1942年時曾有過衝突），法美關係也是美國最重要的雙邊關係之一。2013年，有64%的法國人對美國有好印象，這一數字在2014年增加到75%。2014年，78%的美國人對法國有好印象。
法国是美国历史上第一个盟国，法国在1778年与美国的盟友/军事支持协定在美国独立战争中起到決定性作用。法国的这项举措对其自身收益甚微，使其背负庞大债务，并最终成为法国大革命和其转型成为共和国的诱因之一。
法美关系之于法、美双方皆相当重要。除了1798-1800年间的美法准战争（英语：Quasi-War）和1942-1944美国与维希法国的战争（*美国在此期间支持自由法国运动）期间，法美关系始终保持和平。
在21世纪，由于在伊拉克战争的不同态度，两国对于彼此的喜爱度有所下降，近年来则有所回升。美国民众对法国好感度更是在2016年达到87%的历史高点。盖洛普公司认为，在2003年伊拉克问题上的外交分歧导致了两国关系的恶化，但法国和美国在抗击恐怖主义上找到了共同利益，抗击恐怖主义亦对法、美两国自身来说愈发重要。
然而，法美关系却在2021年以一种前所未有的方式恶化。由于美、英、澳之间的AUKUS计划，法国召回了其驻美大使，在此之前从未有法国驻美大使被召回。法国外交部认为“美国和澳大利亚对法国的欺瞒和轻视”造成了这番结果。法国外交部长勒德里昂声称这笔交易是对法国的“背后一刀”。

## 二戰
二战中美国帮助法国擺脫纳粹德国，并付出了巨大人员伤亡

## 現在
2019年7月11日，法国参议院投票通过征收数字服务税的法案，法國將對全球数字业务年营业收入超过7.5亿欧元和在法国境内年营业收入超过2500万欧元的企业征收3%的数字服务税。约30多家互联网巨头将被征收这一税种，其中美国互联网公司受到的冲击最大。美國貿易代表署則表示美国将对法国这一数字服务税发起301调查。2020年7月10日，美国贸易代表署宣布，美国拟從2021年1月6日起向从法国进口的化妆品、手提包等价值13亿美元的商品加征25%关税。
2021年9月17日，因美英澳核動力潜艦交易導致法國與澳大利亞之間總值至少400億美元的潛艦交易終止，法国外长宣布召回駐美大使菲利普·埃蒂安。法國外交部長勒德里昂表示法美之間存在着嚴重的危機。為修補關係，10月29日，美国总统拜登在意大利罗马与法国总统马克龙举行会晤。

## 外部連結

### 外交機構網站
| - 法國駐美國大使館官方網站 （页面存档备份，存于）（英文）（法文） 法國駐紐約總領事館官方網站 （页面存档备份，存于）（英文）（法文） 法國駐洛杉磯總領事館官方網站 （页面存档备份，存于）（英文）（法文） 法國駐芝加哥總領事館官方網站 （页面存档备份，存于）（英文）（法文） 法國駐三藩市總領事館官方網站 （页面存档备份，存于）（英文）（法文） 法國駐休士頓總領事館官方網站 （页面存档备份，存于）（英文）（法文） 法國駐邁阿密總領事館官方網站 （页面存档备份，存于）（英文）（法文） 法國駐亞特蘭大總領事館官方網站 （页面存档备份，存于）（英文）（法文） 法國駐波士頓總領事館官方網站 （页面存档备份，存于）（英文）（法文） 法國駐新奧爾良總領事館官方網站 （页面存档备份，存于）（英文）（法文） | - 美國駐法國大使館官方網站（英文）（法文） 美國駐馬賽總領事館官方網站（英文）（法文） 美國駐里昂領事館官方網站（英文）（法文） 美國駐波爾多領事館官方網站（英文）（法文） 美國駐尼斯領事辦公室官方網站（英文）（法文） 美國駐雷恩領事館官方網站（英文）（法文） 美國駐斯特拉斯堡總領事館官方網站（英文）（法文） 美國駐圖盧茲領事館官方網站 （页面存档备份，存于）（英文）（法文） |

- Interview with U.S. Ambassador to France from the Dean Peter Krogh Foreign Affairs Digital Archives （页面存档备份，存于）
- History of France – U.S. relations（页面存档备份，存于）
- French Negotiating Style U.S. Institute of Peace Special Report, April 2001
- U.S.-France Relations (1763 – present) Council on Foreign Relations
- A short history of Franco-US discord （页面存档备份，存于） Le Monde diplomatique, English edition March 2003
- History, Economic ties, culture... （页面存档备份，存于） French Embassy in the US – French-American relations page.